# Parevia vulmaria
Parevia vulmaria là một loài bướm đêm thuộc phân họ Arctiinae, họ Erebidae.